# Episodi di Drei Damen vom Grill (dodicesima stagione)
La dodicesima stagione della serie televisiva Drei Damen vom Grill è stata trasmessa in anteprima in Germania nel corso del 1991.
| nº | Titolo originale                | Titolo italiano | Prima TV Germania | Prima TV Italia |
| -- | ------------------------------- | --------------- | ----------------- | --------------- |
| 1  | Chinoiserien                    | inedito         | 1991              | inedito         |
| 2  | Andere Länder - Andere Sitten   | inedito         | 1991              | inedito         |
| 3  | Jedem sein Jet-Set              | inedito         | 1991              | inedito         |
| 4  | Die verlorene Tochter           | inedito         | 1991              | inedito         |
| 5  | Kleine Schwärmereien            | inedito         | 1991              | inedito         |
| 6  | Liebe hat viele Gesichter       | inedito         | 1991              | inedito         |
| 7  | Ein Unglück kommt selten allein | inedito         | 1991              | inedito         |
| 8  | Der große Hävelmann             | inedito         | 1991              | inedito         |
| 9  | Wochenend und Sonnenschein      | inedito         | 1991              | inedito         |
| 10 | Im Kreis der Familie            | inedito         | 1991              | inedito         |
| 11 | Berlin bei Nacht                | inedito         | 1991              | inedito         |
| 12 | Unverhofft kommt oft            | inedito         | 1991              | inedito         |
| 13 | Big Business                    | inedito         | 1991              | inedito         |
| 14 | Drei Damen und ein Happy End    | inedito         | 1991              | inedito         |